# Morning Musume Live Hatsu no Budokan ~Dancing Love Site 2000 Haru~
Albums de Morning Musume
3rd -Love Paradise-
(2000) 4th Ikimasshoi!
(2002)
Vidéos par Morning Musume
Morning Musume Memory Seishun no Hikari
(1999) Morning Musume Live Revolution 21 Haru
(2001)
Morning Musume Live Hatsu no Budokan ~Dancing Love Site 2000 Haru~ (モーニング娘。ライブ初の武道館 ~ダンシング ラブ サイト 2000 春~) est une vidéo musicale du groupe de J-pop Morning Musume, la troisième d'un concert du groupe.

## Présentation
La vidéo sort aux formats VHS, Laserdisc et DVD le 30 août 2000 au Japon sous le label zetima (elle sera rééditée au format Blu-Ray le 7 août 2013). Elle atteint la 1re place du classement de l'Oricon, restant classée pendant 27 semaines, pour un total de 87 403 exemplaires vendus.
Le concert a été filmé trois mois auparavant, le 21 mai 2000, en promotion de l'album 3rd -Love Paradise- dont six chansons sont interprétées. Sept chansons sorties en singles sont interprétées par le groupe, dont celle de son dernier single en date, Happy Summer Wedding ; les autres chansons proviennent de ses premiers albums. C'est le concert de graduation de Sayaka Ichii, au terme duquel elle quitte officiellement le groupe et le Hello! Project pour se consacrer à ses études. C'est aussi le premier concert où apparaissent les nouvelles membres de la quatrième génération, qui ne participent qu'à quelques titres, en début et en fin de concert.
Deux autres groupes du Hello! Project sont aussi invités sur scène : Country Musume, alors réduit à sa seule membre Rinne, qui interprète la chanson de son troisième single, et le quatuor Melon Kinenbi qui interprète celle de son deuxième single. 
L'une des membres de Morning Musume, Yūko Nakazawa, qui mène en parallèle une carrière en solo, interprète également une de ses propres chansons en solo : Sutenaide yo, de son premier album Nakazawa Yūko Dai Isshō. Le sous-groupe Tanpopo, alors réduit à un duo à la suite du départ en début d'année de Aya Ishiguro, interprète quant à lui la chanson de son troisième single homonyme, Tanpopo, tandis que l'autre sous-groupe Petit Moni, composé de trois des membres, interprète la chanson de son premier single, Chokotto Love. 
La version DVD contient une piste supplémentaire à la fin, qui permet de re-visionner l'interprétation de Love Machine sous différents angles, un pour chacune chanteuses.

## Participantes
- Morning Musume
  - 1re génération : Yūko Nakazawa, Kaori Iida, Natsumi Abe
  - 2e / 3e générations : Kei Yasuda, Mari Yaguchi, Sayaka Ichii / Maki Gotō
  - 4e génération : Rika Ishikawa, Hitomi Yoshizawa, Nozomi Tsuji, Ai Kago
- Country Musume (Rinne)
- Melon Kinenbi (Hitomi Saito, Megumi Murata, Masae Otani, Ayumi Shibata)
- Yūko Nakazawa en solo
- Tanpopo (Kaori Iida, Mari Yaguchi)
- Petit Moni (Kei Yasuda, Sayaka Ichii, Maki Gotō)

## Liste des titres
| 1.  | Opening (OPENING)                                                  | Présentation                             |  |
| 2.  | Happy Summer Wedding (ハッピーサマーウェディング)                  | Single de l'album Best! Morning Musume 1 |  |
| 3.  | Koi no Dance Site (恋のダンスサイト)                               | Single de l'album 3rd -Love Paradise-    |  |
| 4.  | Aisha Loan de (愛車 ローンで)                                      | de l'album 3rd -Love Paradise-           |  |
| 5.  | MC 1                                                               | Présentation                             |  |
| 6.  | Manatsu no Kōsen (真夏の光線)                                      | Single de l'album Second Morning         |  |
| 7.  | Omoide (おもいで)                                                  | de l'album 3rd -Love Paradise-           |  |
| 8.  | Dance Suru no da! (DANCEするのだ!)                                 | de l'album 3rd -Love Paradise-           |  |
| 9.  | Hokkaidō Shalala (北海道シャララ) (par Country Musume)             | Single de Country Musume                 |  |
| 10. | Kokuhaku Kinenbi (告白記念日) (par Melon Kinenbi)                  | Single de Melon Kinenbi                  |  |
| 11. | Sutenaide yo (捨てないでよ) (par Yūko Nakazawa)                    | de l'album Nakazawa Yūko Dai Isshō       |  |
| 12. | Tanpopo (たんぽぽ) (par Tanpopo)                                   | Single de Tanpopo                        |  |
| 13. | MC 2                                                               | Présentation                             |  |
| 14. | Chokotto Love (ちょこっとLOVE) (par Petit Moni)                    | Single de Petit Moni                     |  |
| 15. | Harajuku 6:00 Shūgō (原宿6:00集合)                                 | de l'album 3rd -Love Paradise-           |  |
| 16. | Mirai no Tobira (未来の扉)                                         | de l'album First Time                    |  |
| 17. | Daite Hold On Me! (抱いて HOLD ON ME!)                             | Single de l'album Second Morning         |  |
| 18. | Love Machine (LOVEマシーン)                                        | Single de l'album 3rd -Love Paradise-    |  |
| 19. | MC 3                                                               | Présentation                             |  |
| 20. | Morning Coffee (モーニングコーヒー)                                | Single de l'album First Time             |  |
| 21. | Summer Night Town (サマーナイトタウン)                             | Single de l'album First Time             |  |
| 22. | Da Di Du De Do Da Di! (ダディドゥデドダディ!)                      | de l'album Second Morning                |  |
| 23. | Ending (Happy Summer Wedding) (ENDING ハッピ－サマ－ウェディング)  | Présentation                             |  |
| 24. | Love Machine (multi angles) (LOVEマシーン／おまけ映像) (Bonus DVD) | Présentation                             |  |